# Atomic Hero 4
Atomic Hero 4 ist ein Low-Budget-Horrorfilm von Regisseur Lloyd Kaufman aus dem Jahr 2000. Es handelt sich um eine Fortsetzung zu Toxie’s letzte Schlacht aus dem Jahr 1989 und um den insgesamt vierten Teil der Atomic Hero-Filmreihe.

## Inhalt
Der Held Toxie rettet die Behindertenschule vor einem Gemetzel, aber durch eine Explosion reist Toxie in einer Parallelwelt namens Amortville. Toxies böser Gegenspieler Noxie ist jetzt in Tromaville. Da die Bürger von Tromaville nichts von dem Tausch wissen, beschließt Bürgermeister Goldberg, „Toxie“ zu bekämpfen, indem er jeden Superhelden hinzuzieht, den er sich leisten kann. Währenddessen wird Toxies Frau Sarah mit zwei Babys von zwei verschiedenen Vätern schwanger. Es liegt an Toxies Hand nach Tromaville zurückzukehren, um Noxie zu stoppen.

## Produktion
Regie führte Lloyd Kaufman und die Drehbücher schrieben Lloyd Kaufman, Michael Herz, Patrick Cassidy, Trent Haaga und Gabriel Friedman. Die Produzenten waren Lloyd Kaufman und Michael Herz. Die Musik komponierte Wes Nagy und für die Kameraführung war Brendan Flynt verantwortlich. Für den Schnitt verantwortlich war Gabriel Friedman.

## Veröffentlichung
Am 8. Oktober 2000 kam der Film in den Kinos. Danach erschien es am 18. März 2003 auf DVD. Eine Neuprüfung durch die FSK ergab im Februar 2021 eine Freigabe ab 18 Jahren für die ungekürzte Fassung.

## Rezeption
- Lexikon des internationalen Films: „Vierter Persiflage-Versuch auf das stromlinienförmige Superheldentum à la Hollywood, die den Statuten der Produktionsfirma Troma treu bleibt und keine Grenzen des guten Geschmacks gelten lässt.“[4]